# 1610-ті до н. е.

## Правителі
- XV (гіксоська) та XVI (фіванська) династія в Стародавньому Єгипті. Можливо, Абідосська династія.
- Цар Вавилону Самсу-дітана.
- Династія Шан в Китаї.